# SFXR
SFXR également surnommé DrPetter's sound effect generator, est un logiciel libre sous licence MIT, développé par le Suédois, DrPetter (Tomas Petterson) de création de bruitage et son, développé à la base pour le domaine des jeux vidéo indépendants et en particulier les Game jam, et permettant de générer des échantillons proche de la sonorité des générateurs de son des micro-ordinateurs et consoles de jeux 8-bits. Il est possible d'exporter le son produit au format .wav. Il fonctionne sous Linux et NetBSD (utilisant tous deux les bibliothèques SDL et GTK+), macOS et Windows.
Le logiciel a été créé, pendant la 10e compétition Ludum Dare, en décembre 2007,.
Le séquenceur musical LMMS possède un module appelé SFXR, basé sur celui-ci et permettant de produire les mêmes sons que ceux de SFXR au sein du logiciel. L'éditeur d'échantillons sonore Caustic Editor en intègre également une version nommée C-SFXR.
SFXR a donné lieu à différents logiciels dérivés, dont BFXR, ou encore JSFXR, écrit en JavaScript. Le logiciel Blendwave s'inspire de SFXR, pour en garder la simplicité et démocratiser le design sonore, ou encore CFXR (Cocoa), AS3SFXR (ActionScript 3 (ou Flash)), USFXR (Unity),MSFXR[réf. nécessaire], ou encore SFXR Qt (Qt).